# 法屬玻里尼西亞旗幟
法屬玻里尼西亞旗幟于1984年獲通過使用。紅色與白色來自于大溪地的在歷史上的旗幟。中央為大海、太陽和小船圖案。